# Wally Hammond
Walter Reginald „Wally“ Hammond (* 19. Juni 1903 in Dover, Kent; † 1. Juli 1965 in Kloof, Natal, Südafrika) war ein englischer Cricketspieler. Laut Wisden Cricketers’ Almanack gilt er neben W G Grace, Jack Hobbs und Don Bradman als einer der besten Batsmen der ersten Hälfte des zwanzigsten Jahrhunderts.

## Karriere
Wally Hammond bestritt zwischen 1920 und 1951 634 Begegnungen im First-Class Cricket. Die meisten seiner 634 Einsätze absolvierte er für den Gloucestershire County Cricket Club. Während seiner Karriere erzielte er insgesamt 50551 Runs (56.10 Runs pro Wicket) und 167 Centuries (mindestens 100 Runs) bei Begegnungen im First-Class Cricket. Nur sechs andere Spieler erreichten während ihrer Karriere mehr Runs als Hammond.
Hammond war nicht nur ein hervorragender Batsman, sondern auch ein passabler medium-fast Bowler, der im First-Class Cricket insgesamt 732 Wickets erreichte. Für das englische Testteam absolvierte Wally Hammond 85 Tests, bei denen er insgesamt 7249 Runs (58,45 Runs pro Wicket) und 83 Wickets erzielte. Bei 20 Tests war er Kapitän des englischen Teams. Sein Testdebüt feierte er im Dezember 1927 gegen Südafrika in Johannesburg. 1933 stellte er einen Weltrekord für die meisten erzielten Runs in einem Test Match Innings auf. Er erzielte gegen Neuseeland 336 Runs. Dieser Rekord hatte fünf Jahre bestand und wurde von Len Hutton gebrochen, der 1938 im 'Oval' 364 Runs erzielte. Seinen letzten Einsatz bei einem Test hatte Hammond im März 1947 gegen Neuseeland in Christchurch.

## Sonstiges
1928 wurde Wally Hammond zu einem der fünf Wisden Cricketer of the Year gewählt. 2009 wurde er in die ICC Cricket Hall of Fame aufgenommen.